# Nhạn bụng hung
Nhạn bụng hung (tên khoa học: Cecropis badia) là một loài chim trong họ Hirundinidae.